# Orangebauch-Schattenkolibri
Der Orangebauch-Schattenkolibri (Phaethornis syrmatophorus) oder Braunbaucheremit, gelegentlich auch Baron Rothschild genannt, ist eine Vogelart aus der Familie der Kolibris (Trochilidae), die in Kolumbien, Ecuador und Peru vorkommt. Der Bestand wird von der IUCN als „nicht gefährdet“ (Least Concern) eingeschätzt.

## Merkmale
Der Orangebauch-Schattenkolibri erreicht eine Körperlänge von etwa 14,0 cm bei einem Gewicht der Männchen von ca. 5,0 bis 7,0 g. Dieser mittelgroße Kolibri aus der Unterfamilie der Eremiten mit seinem markanten langen, deutlich gebogenen Schnabel hat eine olivgrüne Oberseite und rötlich orange Oberschwanzdecken. Der Oberkopf ist etwas dunkler. Die schwärzlichen Wangen werden von gelbbraunen bis weißlichen Überaugen- und Bartstreifen abgegrenzt. Der Bauch und die Unterschwanzdecken sowie die Schwanzfedernränder sind leuchtend orange. Der Schnabel des Weibchens ist noch etwas gebogener und die Flügel sind etwas kürzer. Jungvögel haben blass ockerfarbene Ränder an den Federn der Oberseite, was ihnen ein schuppiges Aussehen verleiht.

## Verhalten und Ernährung
Der Orangebauch-Schattenkolibri bezieht als Nahrung Nektar wie andere Kolibris auch. Ebenso ernährt er sich von kleinen Arthropoden. Als sogenannter Trapliner fliegt er regelmäßig in rascher Folge ganz bestimmte verstreute Blüten an.

## Lautäußerungen
Der Gesang besteht aus einer fortgesetzten Serie schriller, Insekten gleicher Summtöne, die wie tsi klingen und die er in einer Frequenz von 2 bis 2,5 Tönen pro Sekunde von sich gibt. Manchmal verdoppelt er die Laute. Männchen versammeln sich gelegentlich an einem Lek. Die Laute hier beinhalten aufgeregte piiit-Töne und weiche tsip-Töne, die die Vögel meist im Flug von sich geben.

## Fortpflanzung
Aus Ecuador gibt es Berichte von Brutaktivitäten im Juni. Gonadenaktivitäten wurden in Peru im Dezember festgestellt. In Kolumbien wurde der Orangebauch-Schattenkolibri in Brutstimmung von März bis August und im Dezember beobachtet. Das längliche kegelförmige Nest besteht aus trockenen Blättern, Pflanzenfasern und Farnschuppen. Es wird mit Spinnenseide eingefasst und unter einem herabhängenden Blatt angebracht. Ein Gelege besteht aus zwei weißen Eiern.

## Verbreitung und Lebensraum

Verbreitungsgebiet (grün) des Orangebauch-Schattenkolibris

Der Orangebauch-Schattenkolibri bevorzugt das Unterholz von feuchten Bergwäldern. Gelegentlich ist er an Waldrändern oder in dichter Sekundärvegetation zu sehen. Meist bewegt er sich in Höhenlagen zwischen 1000 und 2300 Metern, doch existieren auch Berichte aus Höhenlagen zwischen 750 und 3100 Metern.

## Unterarten
Bisher sind zwei Unterarten bekannt:
- Phaethornis syrmatophorus syrmatophorus Gould, 1852[4] – die Nominatform kommt im Westen Kolumbiens und dem Südwesten Ecuadors vor.
- Phaethornis syrmatophorus columbianus Boucard, 1891[5] ist im Osten Kolumbiens, dem Osten Ecuadors und dem Norden Perus verbreitet. Diese Unterart unterscheidet sich durch die dunkelbraune Kehle und Brust und hat oft einige weiße Federn auf der Brust und am Bauch.[2]

Die Unterart Phaethornis syrmatophorus huallagae Carriker Jr, 1935 ist ein Synonym für P. s. columbianus. Bei der von Ernst Hartert und Claudia Bernadine Elisabeth Hartert 1894 beschriebenen Art Phaethornis berlepschi handelt es sich um ein halbwüchsiges Exemplar der Nominatform.

## Migration
Das Zugverhalten des Orangebauch-Schattenkolibris ist bisher nicht erforscht. Es wird aber vermutet, dass er ein Standvogel ist.

## Etymologie und Forschungsgeschichte
Die Erstbeschreibung des Orangebauch-Schattenkolibris erfolgte 1852 durch John Gould unter dem wissenschaftlichen Namen Phaethornis syrmatophora. Das Typusexemplar hatte Gould in seiner Sammlung und stammte aus der Nähe von Quito. 1827 führte William Swainson die Gattung Phaethornis für den Langschwanz-Schattenkolibri (Phaethornis superciliosus (Linnaeus, 1766)) ein. 
Der Begriff Phaethornis leitet sich aus den griechischen Wörtern φαέθων phaéthōn für „leuchtend, strahlend“ und ὄρνις órnis für „Vogel“ ab. Syrmatophorus ist ein griechisches Wortgebilde aus σύρμᾰ syrma (Stamm σύρμᾰτ- syrmat-) für „langes Schleppkleid“ und φορός phorós „tragend“ (von φέρειν phérein „tragen“). Columbianus bezieht sich auf das Land Kolumbien. Huallagae bezieht sich auf den Río Huallaga. Berlepschi ist Hans Hermann Carl Ludwig von Berlepsch gewidmet.